# Luca Furbatto
Luca Furbatto (Turín; 11 de mayo de 1972) es un ingeniero italiano de Fórmula 1. Actualmente es el director de ingeniería del equipo Aston Martin.

## Biografía
Después de graduarse en ingeniería mecánica en el Politécnico de Turín en Italia y la Universidad de Leeds en el Reino Unido. Furbatto comenzó a trabajar para el equipo Tyrrell renombrado BAR F1 como ingeniero de rendimiento. Comenzó a trabajar con el equipo de pruebas y luego pasó al equipo de carrera, antes de partir en el año 2000 para Toyota Motorsport.
En 2001, se trasladó a McLaren, donde trabajó como Jefe de Materiales, haciendo crecer el departamento de manera exponencial y trabajando en maquinaria ganadora de carreras. Fue ascendido a gerente de proyecto donde desempeñó un papel crucial en el diseño de los monoplazas de 2010 y 2011 bajo la supervisión de Paddy Lowe, antes de dejar el equipo a finales de 2011 para ir a Toro Rosso.
En Toro Rosso, Furbatto asumió el cargo de Jefe de Diseño, donde permaneció durante tres años. Después de un breve período de regreso con McLaren trabajando en sus entradas de la serie GT, regresó como diseñador jefe del Manor Racing. Se unió durante la reorganización de 2015 y asumió la responsabilidad de los diseños de 2016. Fue un mejor año para el equipo, pero desafortunadamente los problemas de dinero continuaron plagando a Manor y se retiraron antes de la temporada 2017. En junio de 2017 se incorporó a Sauber Motorsport como Jefe de Diseño. Luego se convirtió en el diseñador jefe del equipo Alfa Romeo. Furbatto pasó Aston Martin F1 Team como su nuevo Director de Ingeniería a principios de 2022.